# Jules Mockel
Jules Mockel, né vers 1878, est un architecte actif à Bruxelles durant la période Art nouveau.
Sa biographie est encore mal connue.
Il est le cousin de l'architecte Jean-Baptiste Devroye et également le cousin de l'architecte Paul Picquet.
Il est un ami de l'architecte Fritz Seeldrayers dont il fut témoinà son mariage le 11 novembre 1901.

## Œuvres
L'inventaire du patrimoine architectural de Bruxelles mentionne de lui plusieurs constructions toujours existantes, certaines ornées de sgraffites ou de fresques par Gabriel Van Dievoet.

## Quelques constructions.
Parmi ses constructions répertoriées, l'on relève :
- 1900 : rue de l'Amazone, 64 : "Maison de style éclectique de deux niveaux sous mansarde, non attenante à droite"[4].
- 1904 (27 avril), rue Victor Gryson, 42 : maison dont Jules Mockel est propriétaire, (entreprises Michel), avec ornement en sgraffito: faux fraisier ; métrage : 5,50 m, ainsi que peinture murale du vestibule d'entrée par Gabriel Van Dievoet.

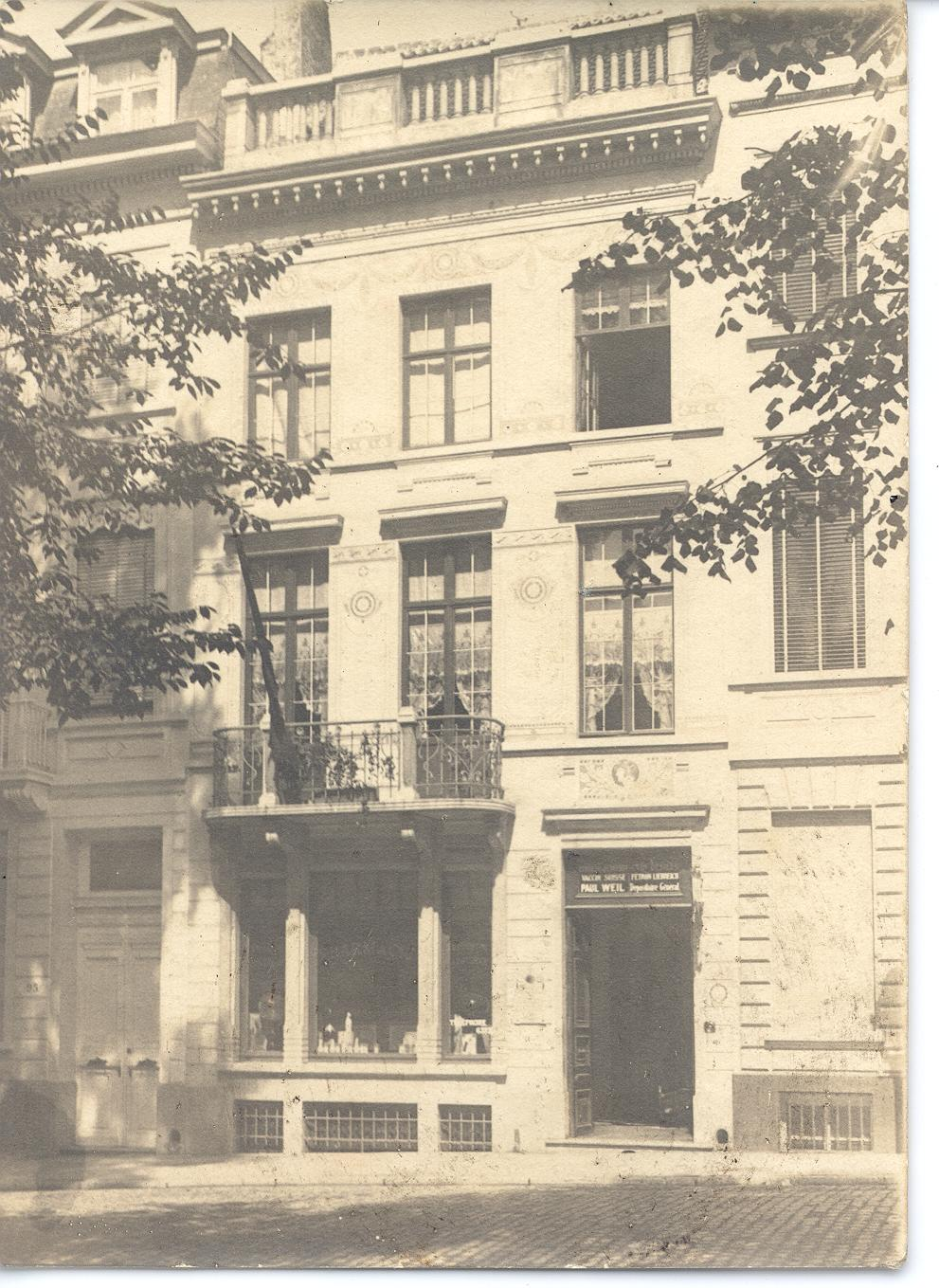
La façade de la pharmacie Paul Weil, boulevard de Waterloo, 94, à Bruxelles, par l'architecte Jules Mockel, sgraffites par Gabriel Van Dievoet, réalisés le 25 mai 1904 (Photo par Gabriel Van Dievoet).

- 1904 (25 mai), pharmacie Paul Weil[5], boulevard de Waterloo, 94, maison dont Jules Mockel est propriétaire (entrepreneur : Entreprises Michel), avec des sgraffites par Gabriel Van Dievoet : ornement : classique ; métrage : 20 m.

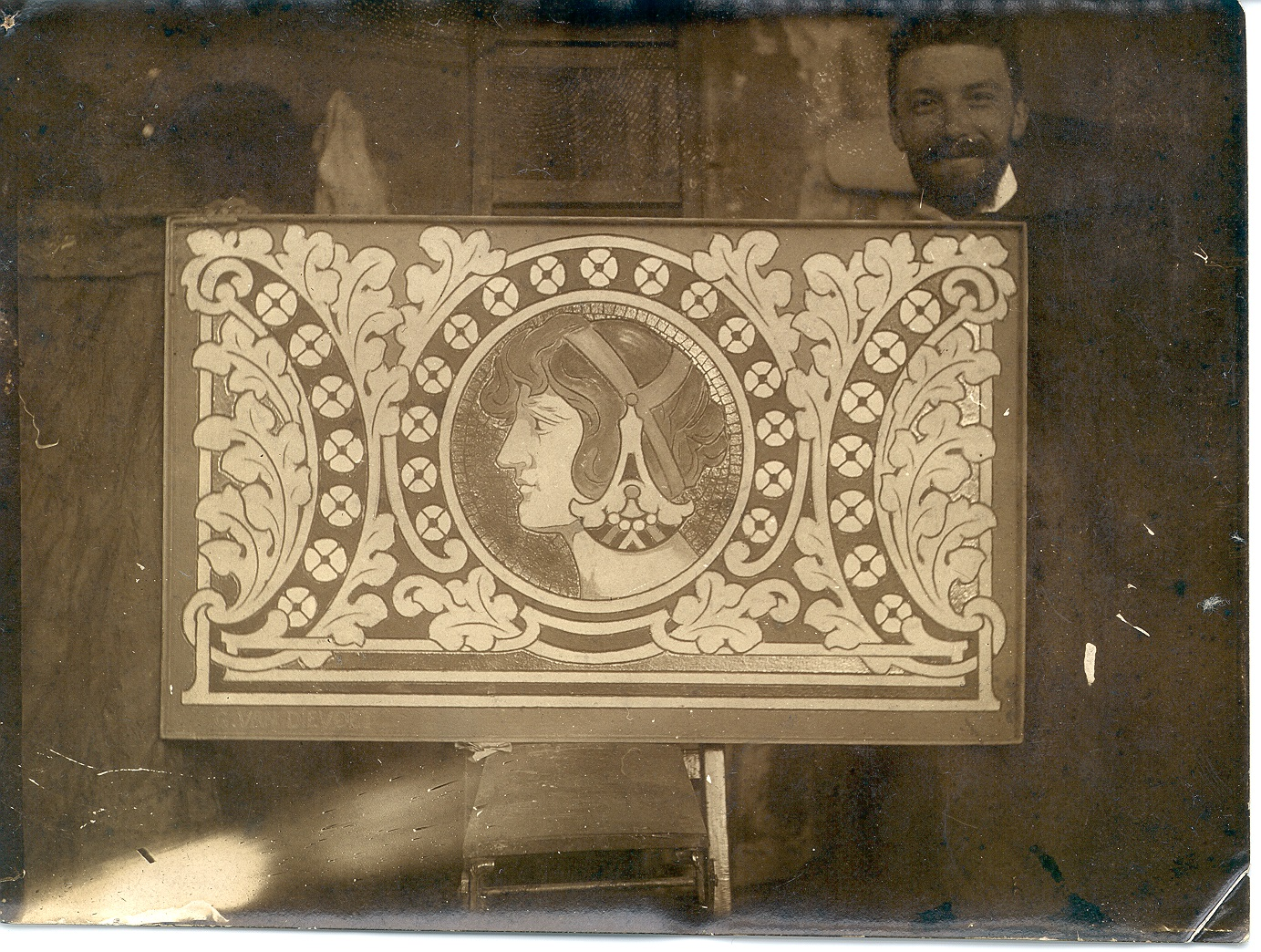
Gabriel Van Dievoet dans son atelier de la rue Souveraine, 91, à Ixelles, devant un sgraffito destiné à la façade de la pharmacie Paul Weil, boulevard de Waterloo, 94, à Bruxelles, par l'architecte Jules Mockel (photo de 1904).